# Генри (округ, Огайо)
Округ Генри (англ. Henry County) — один из округов штата Огайо. Административным центром является город Наполеон.

## История
Округ Генри был основан 1 апреля 1820 года. Название округа происходит от имени Патрика Генри, известного американского политика, борца за независимость.

## Население
По состоянию на 2010 год население округа составляло 28 215 человек. С 2000 года население уменьшилось на 3,4 %.

## География
Округ Генри располагается в северо-западной части штата Огайо. Площадь округа составляет 2 795 км², из которых 9 км² занято водой.